# The Brave and the Bold
The Brave and the Bold är ett album av bandet Tortoise och sångaren Bonnie "Prince" Billy, utgivet 2006. Det består av tio coverlåtar.

## Låtlista
Originalartist inom parentes.
1. "Cravo é Canela" (Milton Nascimento) - 3:09
2. "Thunder Road" (Bruce Springsteen) - 6:28
3. "It's Expected I'm Gone" (Minutemen) - 3:21
4. "Daniel" (Elton John) - 4:59
5. "Love Is Love" (Lungfish) - 3:31
6. "Pancho" (Don Williams) - 3:13
7. "That's Pep!" (Devo) - 2:41
8. "Some Say (I Got Devil)" (Melanie Safka) - 3:33
9. "Cavalry Cross" (Richard Thompson) - 5:08
10. "On My Own" (Quix*O*Tic) - 3:41